# Ciopivți, Muncaci
Ciopivți (în ucraineană Чопівці) este un sat în comuna Rakoșîno din raionul Muncaci, regiunea Transcarpatia, Ucraina.

## Demografie
Componența lingvistică a localității Ciopivți
     Ucraineană (99,77%)
     Alte limbi (0,23%)
Conform recensământului din 2001, majoritatea populației localității Ciopivți era vorbitoare de ucraineană (99,77%), existând în minoritate și vorbitori de alte limbi.